# Fairhope, Alabama
Fairhope là một thành phố thuộc quận Baldwin, tiểu bang Alabama, Hoa Kỳ. Dân số năm 2009 là 17550 người, mật độ đạt 562 người/km².